# Bastardi 3
Bastardi 3 je české filmové drama z roku 2012. Jedná se o třetí díl trilogie, předchozí díly Bastardi a Bastardi 2 vyšly v letech 2010, respektive 2011. Film režíroval Tomáš Magnusek, který současně i ztvárnil hlavní postavu. V dalších rolích se objevili např. Rudolf Hrušínský mladší, Ilona Svobodová, Tomáš Töpfer či Jan Tříska.
V roce 2014 vznikl sestřihem celé trilogie Bastardi, Bastardi 2 a Bastardi 3 televizní seriál Bastardi.

## Děj
Učitel Tomáš Majer, který v roce 2010 nastoupil do jedné bývalé zvláštní školy, zmizel. Do školy přišel několik měsíců poté, co byla zavražděna jeho sestra Jana, rovněž učitelka. Ve školním roce záhadně zemřeli kluci, jež Janu Majerovou zavraždili. Majer tak svoji sestru s největší pravděpodobností chladnokrevně pomstil.
Je to v pořádku? Dopadne ho policie? Bude soud? Co na to rodiče dětí? Rodiče Tomáše Majera? Společnost? Co se bude dít, když se podobné školy zruší? Film, který před dvěma lety šokoval veřejnost, vrcholí. Drama, které bez přetvářky ukazuje tvrdou realitu dnešní doby, ukazuje, kam až může vše dojít, budeme-li jen nečinně přihlížet.

## Obsazení
- Tomáš Magnusek - učitel Tomáš Majer
- Ilona Svobodová - Majerová
- Tomáš Töpfer - Majer
- Vlastimil Zavřel - Václav Halbich
- Jan Tříska - Majerův obhájce
- Jaroslava Obermaierová - uklízečka Míla
- Rudolf Hrušínský mladší - soudce Borna
- Kateřina Brožová - Brenerová
- David Dolanský - Michal Dostál
- Kateřina Janečková - novinářka
- Jan Čenský - vyšetřovatel
- Michal Milbauer - Bauer
- Jan Přeučil - školník Oldřich Málek
- Dana Batulková - statní zástupkyně
- Jiří Krampol - Dostál st.
- Martina Menšíková - přísedící
- Marek Brodský - přísedící
- Ivan Vyskočil - šéfredaktor
- Kristýna Leichtová - Jana Majerová
- Leon Kuru - žák
- Valentina Thielová - Měchová
- Gabriela Vránová - Dostálová
- Eva Hrušková - Ticháčková
- Pavel Landovský - děda
- Igor Bareš - Málek jr.
- Václav Knop - Tomáš
- Carmen Mayerová - Tomášová
- Jan Cimický - Perst
- Nina Divíšková - babička
- Pavel Henyš - policista
- Jan Surmaj - otec žáka
- Dana Hlaváčová - sousedka Majerových
- Michaela Dolinová - soudní psycholožka
- Patrik Ulrich - dozorce
- Erik Karvai - Ervín

## Recenze
- Daniel W. Zeman, MovieZone.cz
- Stanislav Dvořák, Novinky.cz
- Věra Míšková, Novinky.cz